# Mortierella pusilla
Mortierella pusilla är en svampart som beskrevs av Oudem. 1902. Mortierella pusilla ingår i släktet Mortierella och familjen Mortierellaceae.   Inga underarter finns listade i Catalogue of Life.